# Derby du Rhône
Derby du Rhône is de benaming voor de wedstrijd tussen de Franse voetbalclubs Olympique Lyonnais en AS Saint-Étienne. Deze wedstrijd geldt als een van de interessantste derby's van Frankrijk. Dat komt grotendeels door de achtergrond van de wedstrijd en clubs. Beiden komen uit de voormalige regio Rhône-Alpes (in 2016 opgegaan in Auvergne-Rhône-Alpes) en kennen een grote populariteit. De wedstrijd is regelmatig aanleiding voor ongeregeldheden tussen de supporters.

## De ontmoetingen tussen OL en ASSE
| Jaar            | N° | Ontmoeting                            | Eindstand | Competitie |
| --------------- | -- | ------------------------------------- | --------- | ---------- |
| 28 oktober 1951 | 1e | Olympique Lyonnais - AS Saint-Étienne | 4 - 2     | Division 1 |
| 23 maart 1952   | 2e | AS Saint-Étienne - Olympique Lyonnais | 1 - 0     | Division 1 |

| Jaar              | N°   | Ontmoeting                            | Eindstand       | Competitie        |
| ----------------- | ---- | ------------------------------------- | --------------- | ----------------- |
| 10 november 1999  | 83e  | AS Saint-Étienne - Olympique Lyonnais | 1 - 1           | Division 1        |
| 14 april 2000     | 84e  | Olympique Lyonnais - AS Saint-Étienne | 0 - 0           | Division 1        |
| 6 september 2000  | 85e  | AS Saint-Étienne - Olympique Lyonnais | 2 - 2           | Division 1        |
| 21 december 2000  | 86e  | Olympique Lyonnais - AS Saint-Étienne | 2 - 1           | Division 1        |
| 10 februari 2001  | 87e  | Olympique Lyonnais - AS Saint-Étienne | 1 - 1 (4-3 tab) | Coupe de France   |
| 3 oktober 2004    | 88e  | AS Saint-Étienne - Olympique Lyonnais | 2 - 3           | Ligue 1           |
| 26 februari 2005  | 89e  | Olympique Lyonnais - AS Saint-Étienne | 3 - 2           | Ligue 1           |
| 11 december 2005  | 90e  | AS Saint-Étienne - Olympique Lyonnais | 0 - 0           | Ligue 1           |
| 30 april 2006     | 91e  | Olympique Lyonnais - AS Saint-Étienne | 4 - 0           | Ligue 1           |
| 14 oktober 2006   | 92e  | Olympique Lyonnais - AS Saint-Étienne | 2 - 1           | Ligue 1           |
| 3 maart 2007      | 93e  | AS Saint-Étienne - Olympique Lyonnais | 1 - 3           | Ligue 1           |
| 26 augustus 2007  | 94e  | Olympique Lyonnais - AS Saint-Étienne | 1 - 0           | Ligue 1           |
| 27 januari 2008   | 95e  | AS Saint-Étienne - Olympique Lyonnais | 1 - 1           | Ligue 1           |
| 31 augustus 2008  | 96e  | AS Saint-Étienne - Olympique Lyonnais | 0 - 1           | Ligue 1           |
| 1 februari 2009   | 97e  | Olympique Lyonnais - AS Saint-Étienne | 1 - 1           | Ligue 1           |
| 31 oktober 2009   | 98e  | AS Saint-Étienne - Olympique Lyonnais | 0 - 1           | Ligue 1           |
| 13 maart 2010     | 99e  | Olympique Lyonnais - AS Saint-Étienne | 1 - 1           | Ligue 1           |
| 25 september 2010 | 100e | Olympique Lyonnais - AS Saint-Étienne | 0 - 1           | Ligue 1           |
| 12 februari 2011  | 101e | AS Saint-Étienne - Olympique Lyonnais | 1 - 4           | Ligue 1           |
| 26 oktober 2011   | 102e | AS Saint-Étienne - Olympique Lyonnais | 1 - 2           | Coupe de la Ligue |
| 29 november 2015  | 111e | Olympique Lyonnais - AS Saint-Étienne | 3 - 0           | Ligue 1           |

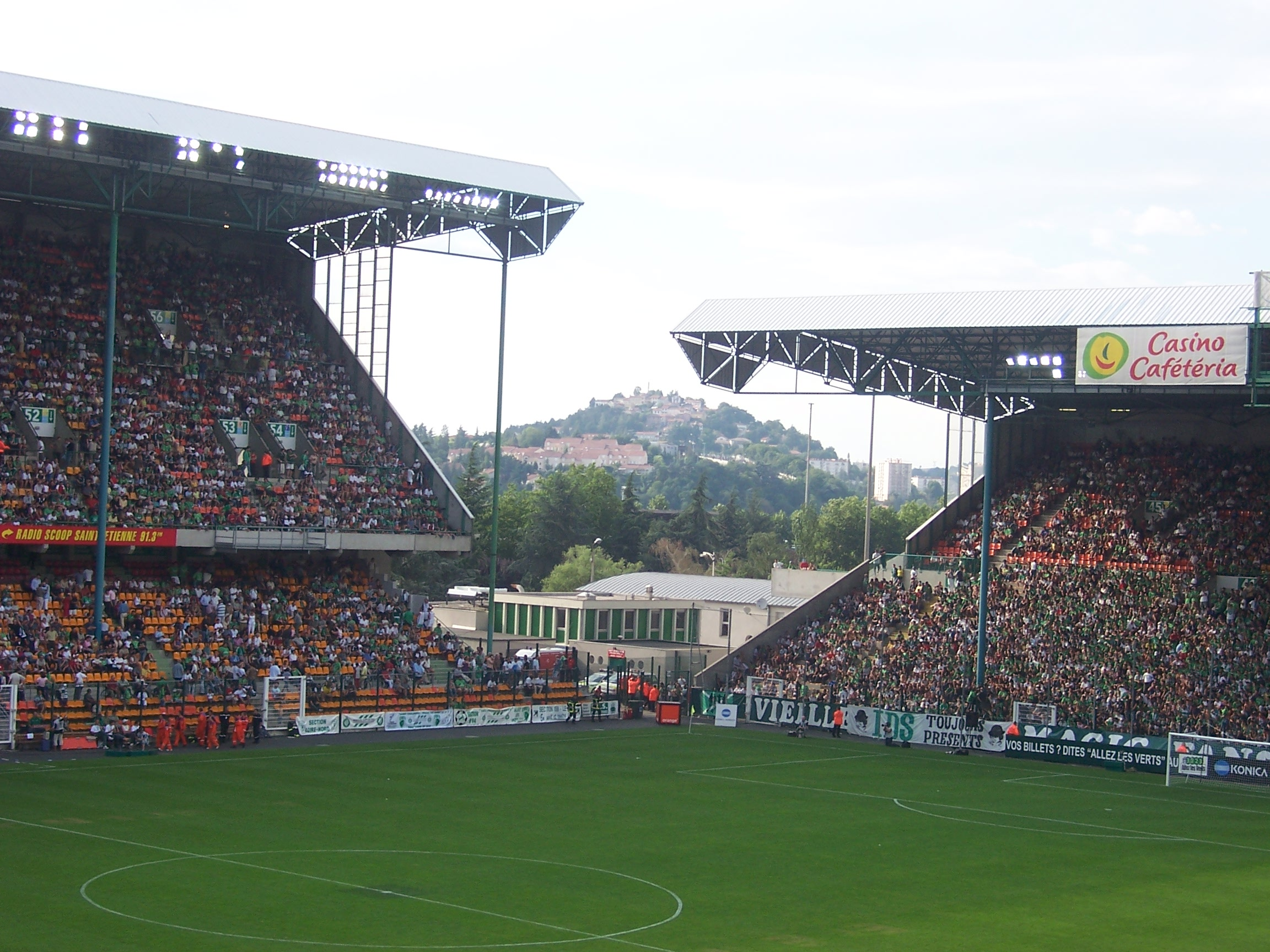
De groene heksenketel.

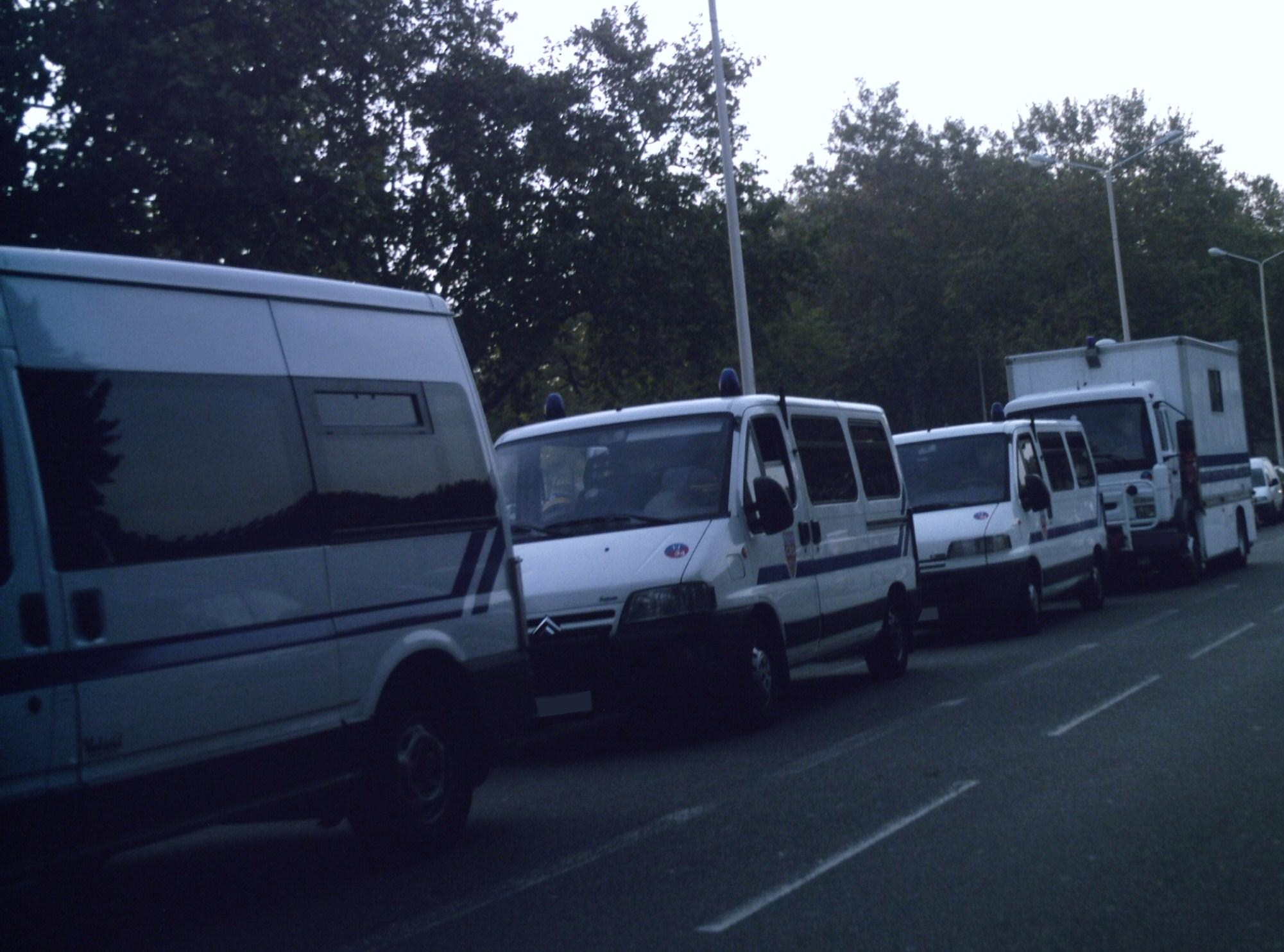
De ME tijdens de derby.

- Vanaf september 1994 tot 25 september 2010 kende Lyon een ongeslagen reeks.